# 패치 레디
패트리샤 리 레디(영어: Patricia Lee Reddy, 1954년 5월 17일 ~ )는 뉴질랜드의 법조인, 사업가로 2016년 이래 제21대 총독이다.
총독 임명 전에는 로펌에서 동업자로 일했으며, 정보부에 대한 대대적인 재검토를 주도하는 한편 뉴질랜드 영상위원회 등에서 각종 이사직을 맡았고, 와이탕기 협정에서 수석대표로도 활동했다. 존 키 총리가 레디를 제리 매티퍼래의 후임 총독으로 추천했으며, 2016년 9월 28일 정식으로 취임했다.